# تشيشام (محطة مترو أنفاق لندن)
تشيشام (بالإنجليزية: Chesham)‏ هي إحدى محطات مترو أنفاق لندن. تقع على خط ميتروبوليتان أفتتحت في المنطقة (Zone) رقم D أفتتحت في 8 يوليو 1889.

## معرض صور

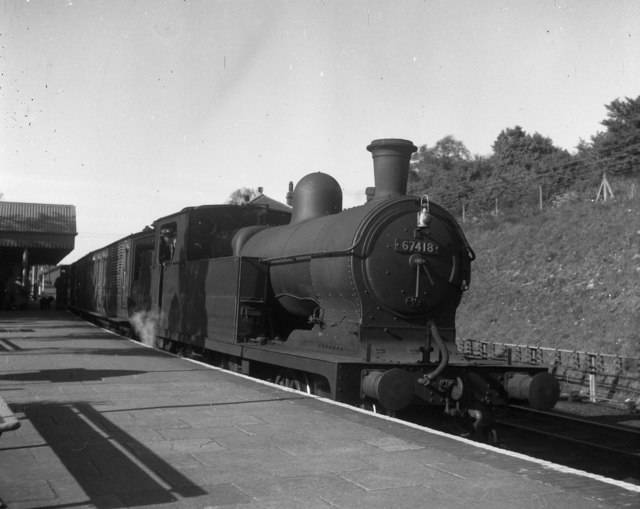
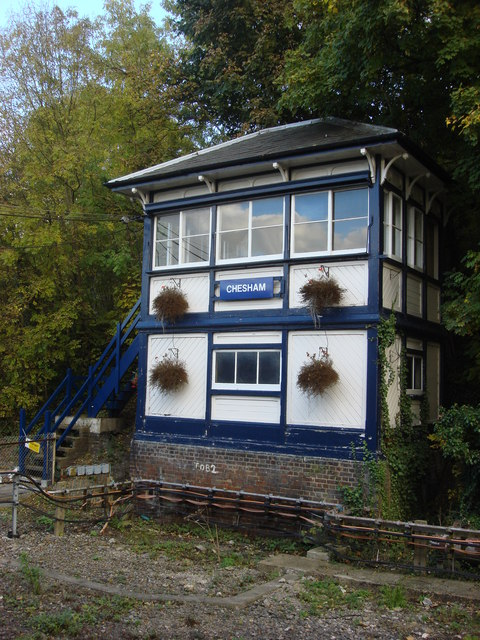
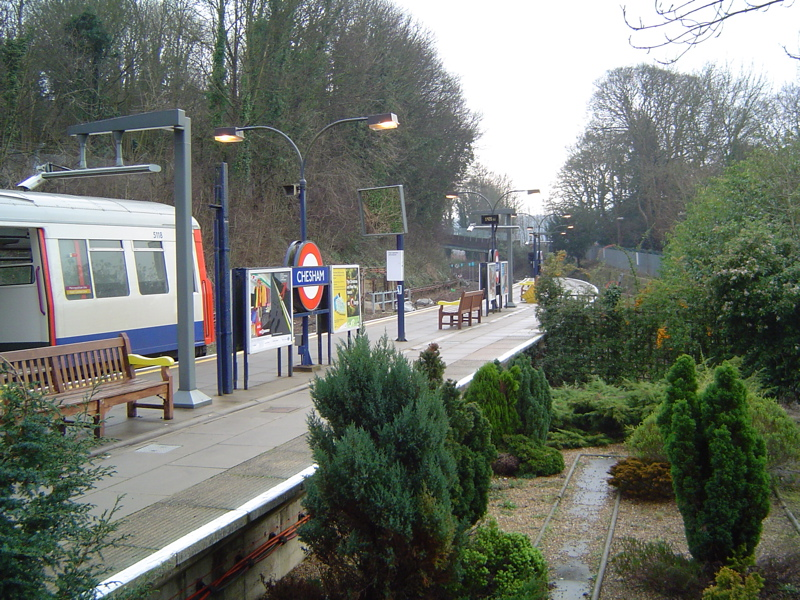
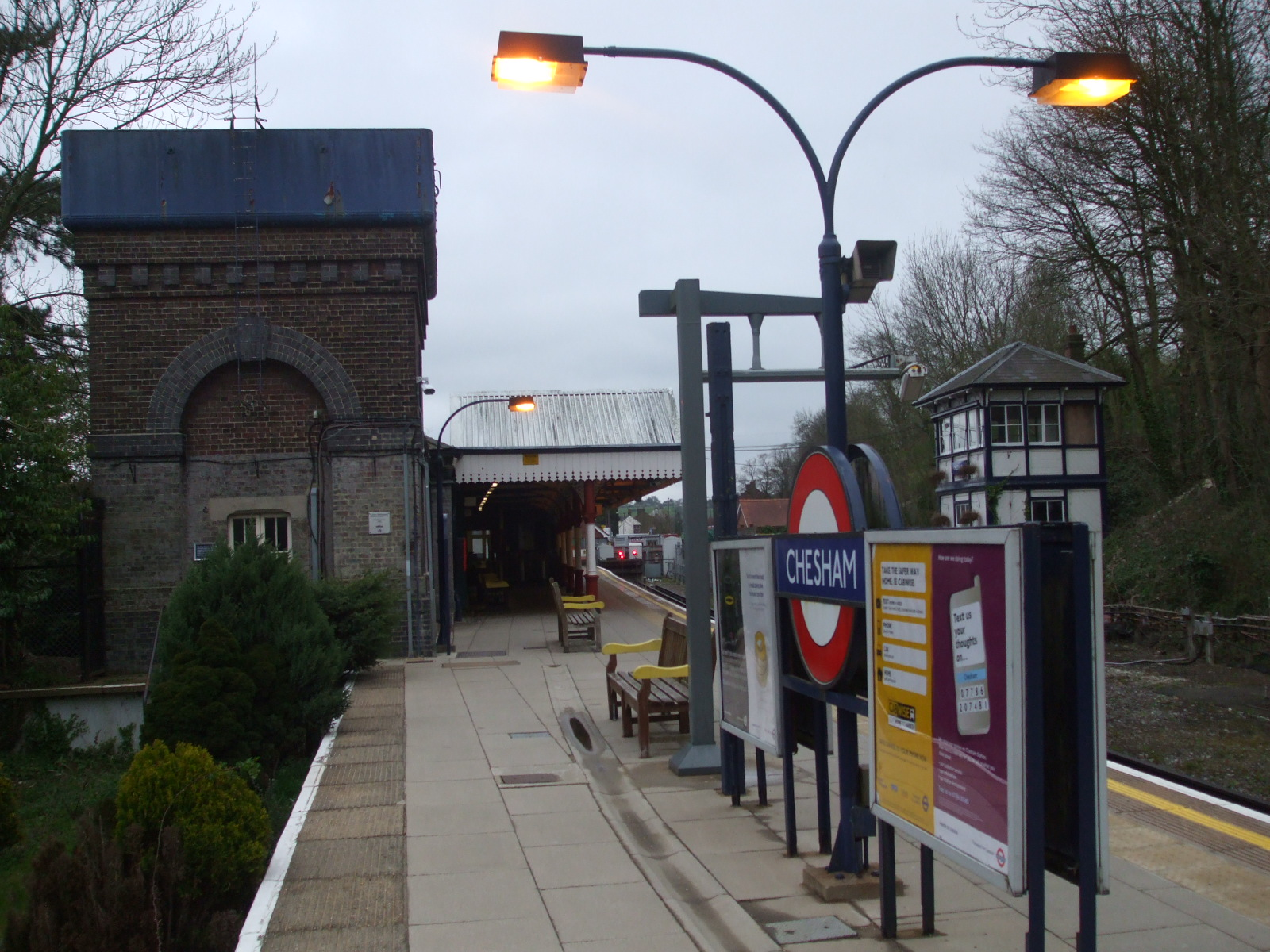
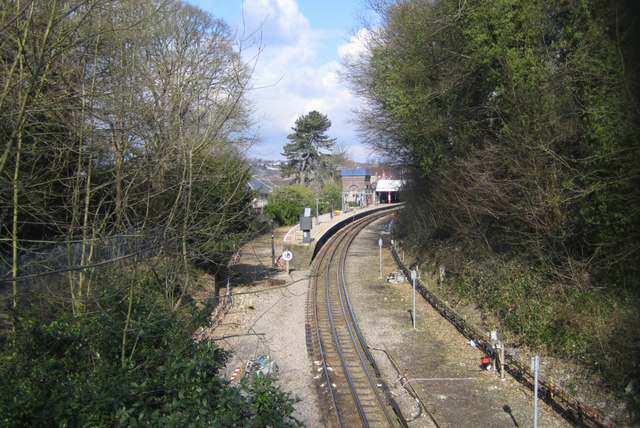
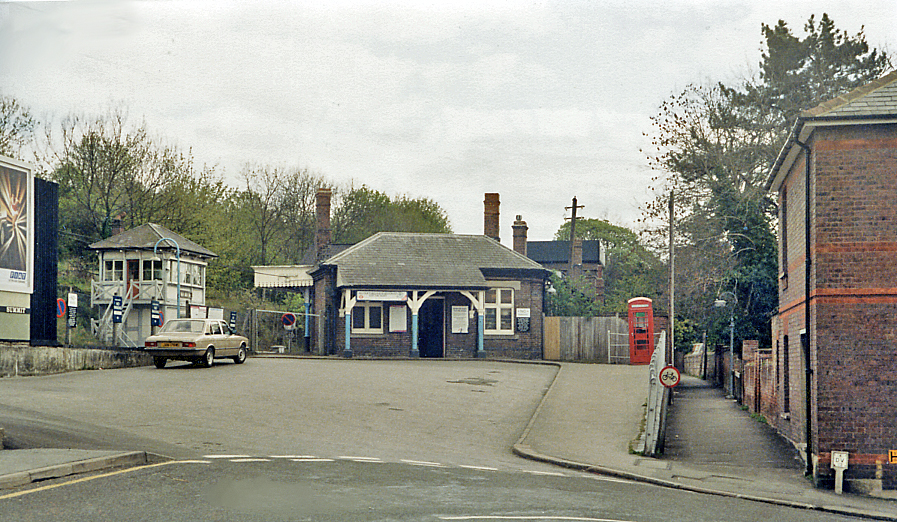